# Helotes
Helotes è un centro abitato degli Stati Uniti d'America, situato nella contea di Bexar dello Stato del Texas.

## Origini del nome
Il nome viene probabilmente dal termine spagnolo elote, a sua volta derivato dal nahuatl elotl, che significa "pannocchia di mais".